# 上智大学大学院理工学研究科・理工学部
上智大学理工学部（じょうちだいがくりこうがくぶ、英称：Faculty of Science and Technology）は、上智大学が設置する理工学部。上智大学大学院理工学研究科（じょうちだいがくだいがくいんりこうがくけんきゅうか、英称：Graduate School of Science and Technology）は、上智大学が設置する大学院理工学研究科。
理工学部には、物質生命理工学科、機能創造理工学科、情報理工学科の3学科、大学院理工学研究科理工学専攻には機械工学領域、電気・電子工学領域、応用化学領域、化学領域、数学領域、物理学領域、生物科学領域、情報学領域、グリーンサイエンス・エンジニアリング領域（英語コース）の9領域が設置されている。

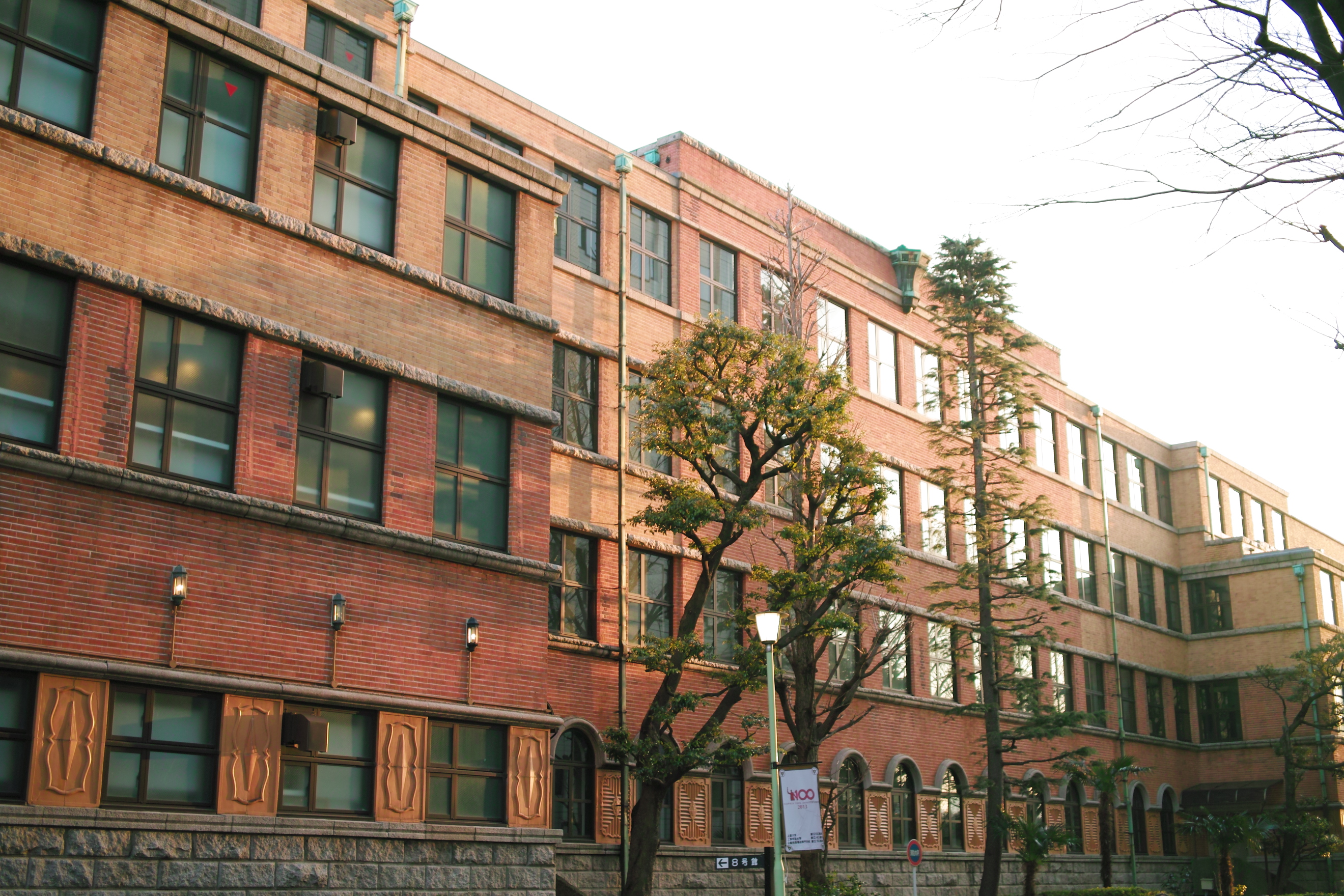
上智大学1号館（1932年竣工、スイス人建築家マックス・ヒンデルによる設計）

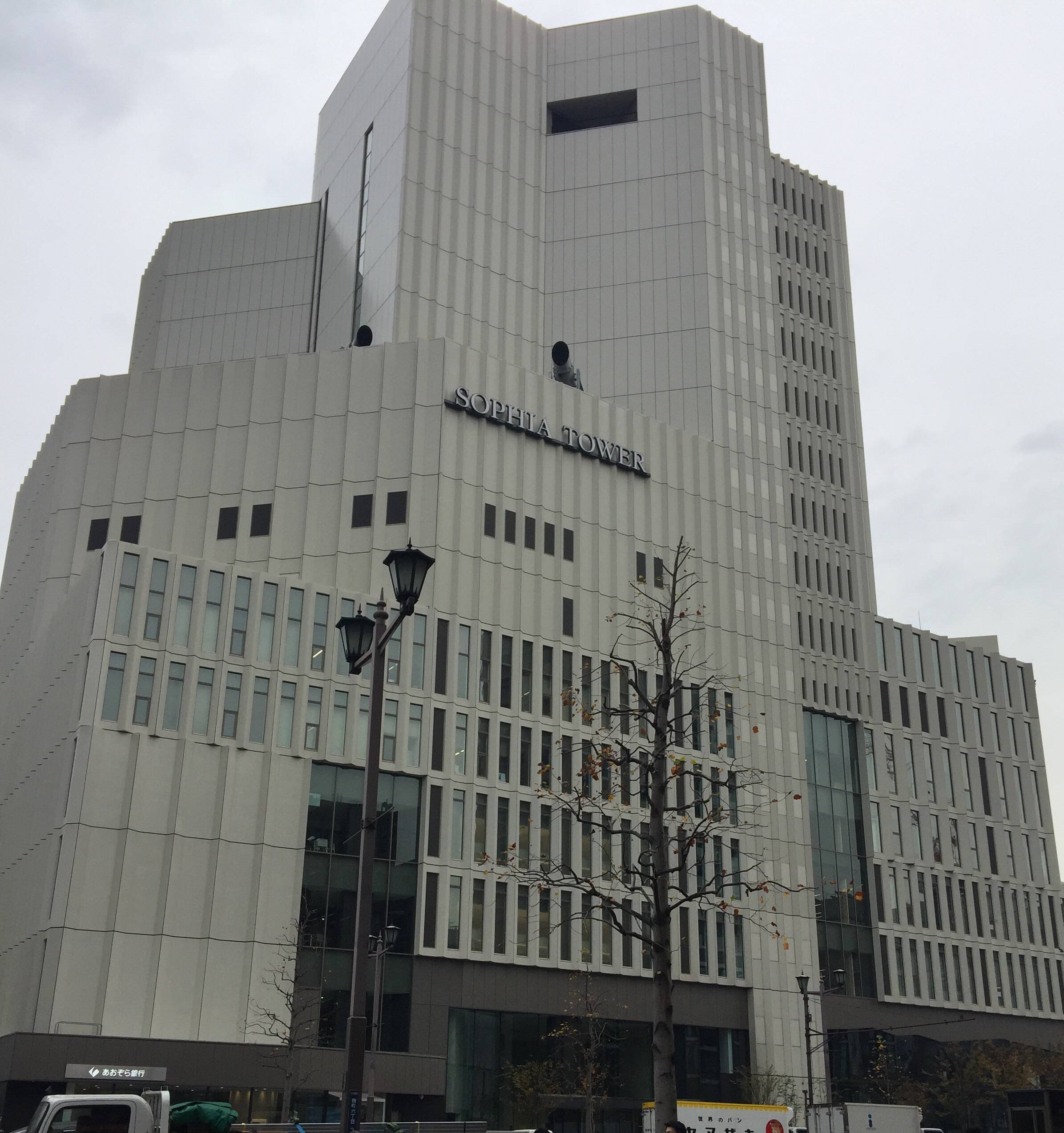
上智大学6号館ソフィアタワー（2017年竣工）

## 概要

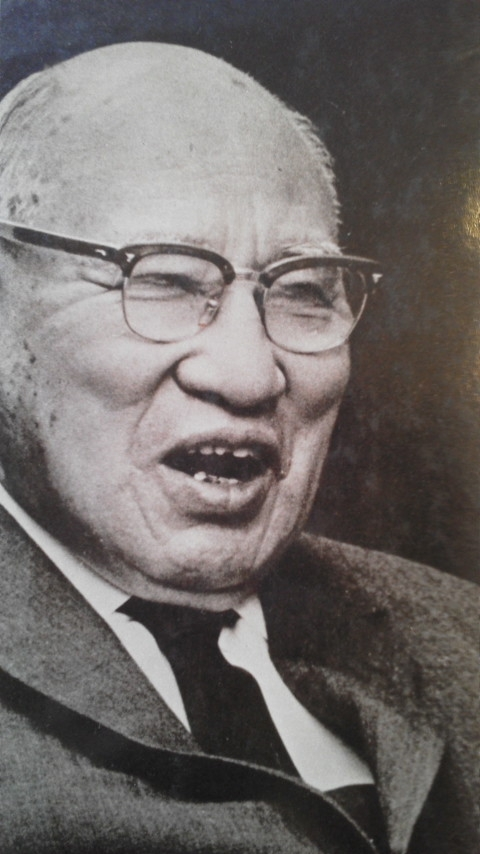
石坂泰三（上智大学理工学部設立後援会会長）

上智大学理工学部は、理工融合、文理融合を理念に、上智大学の特長である少人数教育により、科学技術者の養成を行っている。学生3～4人につき1人の教員が卒業研究の指導にあたり、私立大学ではトップクラスの少人数教育体制が整っている。
上智大学理工学部の特色の一つとして、女子学生比率が高いことが挙げられる。『大学ランキング2025』（朝日新聞出版）の学部別女子学生比率ランキング（工・理工学部）では、第4位（31.4％）にランクインし、トップクラスの女子学生比率となっている。
早稲田大学基幹理工学部・創造理工学部・先進理工学部の西早稲田キャンパスや慶應義塾大学理工学部の日吉・矢上キャンパスのように、理工系学部は文系学部とは別のキャンパスになることが多いが、上智大学理工学部は文系学部と同じ四谷キャンパスで研究・教育が行われている。このため、他学部他学科履修制度を利用するなどして学際的な学びをすることが可能である。
1958年、上智大学創立50周年記念事業の一環として、理工学部の創設が計画された。もともとイエズス会の創始者であるイグナチオ・デ・ロヨラが作成した教育の規範「学事規定」には、自然科学を教育に組み込むよう記されており、16世紀に府内に作られたイエズス会の高等教育機関であるコレジオでも天球論などの自然科学教育が行われていた。上智大学では 1958年1月、当時の大泉孝理事長が理工学部開設計画を発表し、学内に設立準備委員会を設置。多額の費用を要する学部新設のため、学内外での募金活動が始まった。1961年1月に発足した理工学部設立後援会には、会長に石坂泰三（第2代日本経済団体連合会会長）、世話人として吉田茂（元内閣総理大臣）や土光敏夫（元石川島播磨重工社長）など、日本の経済界の主導者が肩を並べた。この後援会から約2億円の寄付が寄せられた。また海外では、当時のクラウス・ルーメル理事長がヨーロッパで精力的な活動を行い、ローマ法王庁、イエズス会本部、ケルン教区、ドイツなどから多額の資金援助を受けた。とくにドイツの政府や民間から、資金と高額の機器や機械が寄贈された。そのため 1960年3月にドイツのアデナウアー首相が来学して、理工学校舎となる3号館校舎の敷地に鍬入れを行った。
こうして上智大学理工学部は1962年4月に開学。開学当時は機械工学科、電気・電子工学科、物理学科、化学科の4学科だった。工学と理学の融合を目指すほか、言語教育の充実や国際的な視野をもち、教員と学生のきめ細かな指導体制が理念として掲げられた。実験施設は1962年に完成。円筒研削盤、工具研削盤、旋盤、単軸自動版などの工作機械がドイツの重工業メーカー、クルップ社から寄贈された。そのため、この実験棟はクルップ・ホールと命名された。1965年に建設したマシンホールには、電気動力計5台を設置し、電気・電子工学科、物理学科、化学科などの実験を要する学科にも最新鋭の装置が導入された。
1966年には大学院理工学研究科修士課程を設置し、機械工学専攻、電気・電子工学専攻、物理学専攻、化学専攻、応用化学専攻の5専攻を設けた。また 1968年には同専攻の博士課程を増設して、学部から大学院への一貫した教育体系を整備した。この理工学部の創設により、上智大学は文系・理系学部を併せ持つ総合大学となった。

## 沿革
- 1962年 - 上智大学に理工学部を開設。機械工学科、電気・電子工学科、物理学科、化学科を設置[5]。
- 1965年 - 数学科を設置[5]。
- 2008年 - 物質生命理工学科、機能創造理工学科、情報理工学科の3学科制に改組[5]。

## 学部
- 物質生命理工学科[6]
  - 入学定員125人・収容定員500人[6]
- 機能創造理工学科[6]
  - 入学定員125人・収容定員500人[6]
- 情報理工学科 [6]
  - 入学定員130人・収容定員520人[6]

## 大学院
- 理工学専攻機械工学領域[7]
- 理工学専攻電気・電子工学領域[7]
- 理工学専攻応用化学領域[7]
- 理工学専攻化学領域[7]
- 理工学専攻数学領域[7]
- 理工学専攻物理学領域[7]
- 理工学専攻生物科学領域[7]
- 理工学専攻情報学領域[7]
- 理工学専攻グリーンサイエンス・エンジニアリング領域[7]

## 著名な出身者

### 政治、行政
- 加藤公一 - 元法務副大臣、元内閣総理大臣補佐官
- 小林史明 - デジタル副大臣、内閣府副大臣、元参議院議員小林政夫の孫
- 前川征弘 - 元駐エクアドル特命全権大使、元外務省情報分析官
- 河原淳平 - 警察庁サイバー警察局長、元石川県警察本部長
- 米山芳春 - 国際協力機構 (JICA) ラオス事務所長
- 坂田公夫 - 宇宙航空研究開発機構 (JAXA) 元理事・総合技術研究本部長、科学技術庁長官賞受賞、瑞宝小綬章受章
- 広田一恭 - 鳥取県倉吉市長

### 経済
- 新居佳英 - アトラエ創業者・代表取締役CEO、アルティーリ千葉創設者
- 伊部菊雄 - カシオ計算機技術者、G-SHOCKの開発者
- 岩本浩久 - 電通総研次期代表取締役社長
- 大西啓介 - ナビタイムジャパン創業者・代表取締役社長兼CEO
- 小笠原信 - ロシュ・ダイアグノスティックス日本法人代表取締役社長兼CEO
- 緒方克明 - アライアンス・バーンスタイン元代表取締役会長
- 小澤忠彦 - KYB元代表取締役会長・代表取締役社長
- 梶正彦 - タタ・コンサルタンシー・サービシズ（タタ財閥）日本法人元取締役会長・代表取締役社長
- 菊池節 - 京葉瓦斯代表取締役会長
- 齋藤真 - ジャノメ代表取締役社長CEO
- 澤田貴司 - ファミリーマート代表取締役社長、ユニー・ファミリーマートホールディングス代表取締役社長
- 清水時彦 - JPインベストメント元代表取締役社長、東京工業大学大学院元客員教授、アクチュアリー
- 竹内覚 - 日産ディーゼル工業（現・UDトラックス）元代表取締役副会長・代表取締役社長
- 冨山隆 - 日産車体代表取締役兼社長執行役員
- 谷本進治 - 日本製鉄元代表取締役副社長、九州経済連合会元副会長、日本鉄鋼協会技術功績賞服部賞
- 谷本秀夫 - 京セラ代表取締役社長
- 林静男 - 京王百貨店代表取締役社長
- 平井誠人 - Sun Asterisk創業者・元代表取締役グループCEO、アトラエ創業者、エンジェル投資家
- 藤田徹也 - 東京放送ホールディングス元代表取締役、TBSラジオ元取締役会長、テレビ高知代表取締役社長
- 古川宏一郎 - 横浜マリノス代表取締役社長
- 本田謙 - フリークアウト・ホールディングス創業者・代表取締役社長
- 宮地伸二 - AGC代表取締役兼副社長執行役員
- 村田興文 - シンジェンタ日本法人相談役・取締役会長・元代表取締役社長
- 三宅峰三郎 - キユーピー相談役・元代表取締役社長
- 山本昌平 - ハイマックス元代表取締役会長・社長。

### マスコミ
- 福王寺貴之 - 日本テレビ放送網人事局次長
- 清水一幸 - フジテレビジョンドラマ制作センター副部長
- 鳥谷規 - ニッポン放送ライツ・新規ビジネス推進室長兼部長
- 土屋夏彦 - 元ニッポン放送プロデューサー
- 藤澤秀一 - NHK放送技術研究所元所長
- 古谷浩一 - 朝日新聞社中国総局長

### 研究
- 赤津晴子 - 医学、国際医療福祉大学医学部教授、元スタンフォード大学医学部准教授・内分泌内科外来長、米国ベストドクター賞受賞、米国トップドクター賞受賞
- 今泉美佳 - 細胞生化学、杏林大学医学部教授
- 青木一雄 - 数学、公衆衛生学、琉球大学元教授、医師、日本公衆衛生学会奨励賞
- 秋山仁 - 数学（院）、東海大学名誉教授、東京理科大学教授兼理数教育研究センター長
- 飯田弘之 - 人工知能、北陸先端科学技術大学院大学教授、元将棋棋士7段、コンピュータ将棋協会貢献賞
- 井奥洪二 - 材料科学、慶應義塾大学経済学部教授、元東北大学大学院環境科学研究科教授
- 石井浩介 - 工学、元スタンフォード大学教授
- 大越慎一 - 化学、東京大学教授、東京大学大学院理学系研究科長、東京大学理学部長、日本学術振興会賞、日本学士院学術奨励賞、日本IBM科学賞
- 大須賀昭彦 - 工学、電気通信大学教授
- 風間計博 - 人類学、京都大学教授
- 河内明夫 - 数学、大阪市立大学名誉教授、日本数学会幾何学賞
- 関口晃司 - 数学、元高知工科大学教授、名誉教授
- 高窪統 - 工学、元中央大学教授
- 田丸博士 - 数学、大阪公立大学大学院理学研究科教授、大阪公立大学数学研究所所長
- 築地徹浩 - 工学、上智大学名誉教授、元日本フルードパワーシステム学会会長
- 友永昌治 - 数学、立正大学文学部教授
- 中川勝 - 応用物理学、東北大学多元物質科学研究所教授、元東京工業大学資源化学研究所准教授
- 中口俊哉 - 医工学、千葉大学フロンティア医工学センター教授
- 永田清 - 数学、大東文化大学経営学部教授
- 野海正俊 - 数学（院）、神戸大学大学院教授
- フィデル・ネメンゾ - 数学、フィリピン大学ディリマン校第11代学長
- 武田淳 - 物理学、横浜国立大学大学院工学研究院教授
- 早瀬潤子 - 物理学、慶應義塾大学理工学部教授
- 松尾陽太郎 - 工学、東京工業大学名誉教授
- 村本和世 - 神経生理学、明海大学歯学部教授
- 山下倫範 - 数学、立正大学データサイエンス学部教授
- 由井伸彦 - 生体医工学、東京医科歯科大学生体材料工学研究所教授、日本バイオマテリアル学会会長

### 芸能
- 阿部亮平 - アイドル、Snow Manメンバー、ジャニーズ初の気象予報士
- 五十嵐美樹 - タレント、2013年度ミス理系、日産財団主催第1回リカジョ賞準グランプリ
- 石川瑠華 - 女優
- お侍ちゃん - お笑いタレント
- 久保恵子 - タレント、女優、薬剤師、1992年度ミスソフィア

### アナウンサー
- 倉野麻里 - テレビ東京アナウンサー
- 利根川真也 - NHKアナウンサー
- 中村慶子 - NHKアナウンサー
- 森下絵理香 - NHKアナウンサー
- 阿部彩子 - 元北海道放送アナウンサー
- 田村修 - 秋田放送アナウンサー
- 福岡竜馬 - 福岡放送アナウンサー
- 森唯菜 - 北海道テレビ放送アナウンサー

### その他
- 梅田悟司 - コピーライター（電通）
- 佐々木圭一 - コピーライター（博報堂）、日本ビジネス書大賞
- 三木一馬 - ライトノベル編集者、ストレートエッジ社長、EGG FIRM取締役
- 黒沢咲 - プロ雀士